# Circus Mircus
Циркус Миркус су грузијски бенд који тренутно броји 3 члана. Бенд углавном свира експерименталну музику која меша различите жанрове, од којих сваки представља животна искуства и "унутрашни свет" сваког од чланова. Они ће представљати Грузију на Песми Евровизије 2022.

## Чланови
Идентитети чланова бенда су тајна, али сваки члан има своје лажни идентитет:
- Игор фон Лихтенштајн - гитариста и пијаниста[3]
- Бамонц Геволкјан - бубњар[3]
- Демокле Стауријанис - басиста[3]

## Историја
Наводно, бенд је формиран крајем 2020. у Тбилисију када су три ученика циркуске академије постали пријатељи и напустили академију да започну свој бенд. Како је један од чланова изјавио: "Нисмо били довољно добри, били смо најгори на смеру, и зато смо постали пријатељи." Ову изјаву треба узети са трунком сумње с обзиром да у Тбилисију не постоји циркуска академија.
14. новембра 2021. године, откривено је да ће група представљати Грузију на Песми Евровизије 2022.